# Селігей Олександр Минович
Олексáндр Ми́нович Селігéй (27 лютого 1939, Харків — 24 листопада 2020, Київ) — український інженер, учений і винахідник у галузі обчислювальної техніки. Створив новий напрям у цій галузі — запам'ятовувальні пристрої з перетворенням даних. Кандидат технічних наук (1973), доцент (2009), заслужений винахідник України (1998).

## Життєпис
Народився в Харкові в робітничій сім'ї. Після закінчення середньої школи вступив у 1956 р. до Київського політехнічного інституту, де в 1961 р. отримав кваліфікацію інженера-електрика зі спеціальності «Математичні й лічильно-розв'язувальні прилади та пристрої» (перший випуск).
З 1961 р. працював на Київському заводі «Радіоприлад», а в 1965—1999 рр. — на Київському заводі обчислювальних і керуючих машин та в Київському науково-виробничому об'єднанні «Електронмаш» — інженером, провідним інженером, начальником конструкторського бюро, завідувачем відділу електроніки, обчислювальної техніки та зв'язку.
У 1999—2004 рр. працював в Українському інституті промислової власності (Укрпатенті) старшим науковим співробітником, завідувачем відділу, головним експертом. З питань винахідництва опублікував 9 праць.
У 2004—2014 рр. викладав у Кременчуцькому національному університеті імені Михайла Остроградського. У 2009 р. отримав учене звання доцента кафедри комп'ютерних та інформаційних систем. Був членом бюро Кременчуцького регіонального центру з автоматичного керування при Кременчуцькому національному університеті імені Михайла Остроградського.

Могила Олександра Селігея, Байкове кладовище

Син — мовознавець, доктор філологічних наук Пилип Селігей (нар. 1975).
Помер у Києві 24 листопада 2020 року. Похований на Байковому кладовищі (ділянка № 33, тераса № 3).

## Наукова та винахідницька діяльність
Упроваджував у серійне виробництво пасивний запам'ятовувальний пристрій керуючої машини широкого призначення «Дніпро», розробленої Інститутом кібернетики імені В. М. Глушкова НАН України
Розробив і супроводжував у серійному виробництві:
- довготерміновий запам'ятовувальний пристрій керуючої обчислювальної системи «Дніпро-2»;
- блок мікрокоманд ЕОМ моделі М 4030;
- постійний запам'ятовувальний пристрій ЕОМ моделі М 4030-1;
- модулі пам'яті мікро-ЕОМ СМ-1800.

У 1973 р. без відриву від виробництва закінчив аспірантуру в Київському політехнічному інституті й захистив дисертацію «Постійні запам'ятовувальні пристрої з недвійковим представленням інформації» на здобуття наукового ступеня кандидата технічних наук (науковий керівник — член-кореспондент НАН України К. Г. Самофалов).
Наукові інтереси стосувалися захисту даних у запам'ятовувальних пристроях та їх обробляння з метою підвищення надійності й технологічності, а також патентоздатності об'єктів інформаційних технологій.
За результатами наукових досліджень опублікував 35 праць, створив 68 винаходів, на які отримав авторські свідоцтва СРСР, патенти України та Росії. Більшість винаходів застосовано в промисловості. Винахід «Пристрій для контролю мікросхем ПЗС» відзначений грамотою Державного департаменту інтелектуальної власності в номінації «Кращий винахід — 2002».
Брав участь у роботі всесоюзних науково-технічних конференцій з проблем запам'ятовувальних пристроїв, завад у цифровій техніці, інтегральних мікросхем пам'яті. Був членом бюро секції «Запам'ятовувальні пристрої» Науково-технічного товариства радіотехніки, електроніки та зв'язку ім. О. С. Попова.

## Вибрані публікації
- Деякі питання побудови постійних запам'ятовуючих пристроїв // Нові розробки засобів обчислювальної техніки та їх застосування. — К., 1970. — С. 12–13 (співавтор).
- Долговременное запоминающее устройство управляющей вычислительной системы «Днепр-2» // Механизация и автоматизация управления. — 1970. — № 3. — С. 31–33 (співавтор).
- О выборе системы счисления для представления информации в ДЗУ трансформаторного типа // Вестник КПИ. Серия автоматики и электроприборостроения. — 1971. — № 8. — С. 79–81.
- Исследование помех в трансформаторных ПЗУ, работающих в системах счисления с основанием больше двух // Помехи в цифровой технике-71. — Вильнюс, 1971. — С. 107—110.
- Вопросы оптимизации структуры трансформаторных ПЗУ // Приборостроение. — 1972. — № 9. — С. 68–73 (співавтор).
- Постоянные запоминающие устройства с недвоичным представлением информации: Автореф. дисс. … канд. техн. наук (05.13.13). — К., 1973. — 28 с.
- О сжатии информации в ПЗУ // Вопросы радиоэлектроники. Серия «Электронная вычислительная техника». — 1975. — № 1. — С. 31–46 (співавтор).
- Помехи и быстродействие запоминающих устройств // Тезисы докладов 3-й Всесоюзной научно-технической конференции «Помехи в цифровой технике-82». — Паланга, 1982. — С. 124—126.
- Программирование микросхем ППЗУ. — К.: Общество «Знание», 1982. — 24 с. (співавтор).
- Полупроводниковые оперативные запоминающие устройства и их применение. — К.: Общество «Знание», 1984. — 16 с. (співавтор).
- Современные средства программирования логических микросхем. — К.: Общество «Знание», 1989. — 21 с. (співавтор).
- Умова промислової придатності винаходу і аналіз розмінностей // Інтелектуальна власність. — 2003. — № 2. — С. 29–31.
- Винахідництво в сфері інформаційних технологій // Винахідник і раціоналізатор. — 2003. — № 1. — С. 6–7.
- Патентоздатність об'єктів інформаційних технологій // Винахідник і раціоналізатор. — 2004. — № 3. — С. 6–7.
- Сучасні засоби телекомунікацій і їх патентоздатність // Винахідник і раціоналізатор. — 2004. — № 5. — С. 10–13 (співавтор).
- Адаптивне кодування в запам'ятовуючих пристроях // Вісник Кременчуцького державного політехнічного університету. — Кременчук, 2005. — Вип. 6. — С. 47–51.
- Формула винаходу в інформаційних технологіях // Вісник Кременчуцького державного політехнічного університету імені Михайла Остроградського. — 2009. — № 5. — С. 59–61.
- Винахідницька діяльність у Кременчуцькому державному університеті імені Михайла Остроградського // Вісник Кременчуцького державного політехнічного університету імені Михайла Остроградського. — 2010. — № 1. — С. 173—177 (співавтор).
- Об'єкт винаходу: процес (спосіб) // Вісник КНУ імені Михайла Остроградського. — 2011. — Вип. 2; част. 1. — С. 158—164.

## Відзнаки
- Медаль ВДНГ «За успіхи в народному господарстві СРСР» (1975).
- Нагрудний знак «Винахідник СРСР» (1982).
- Нагрудний знак «Кращий винахідник приладобудування» (1982).
- Медаль «В пам'ять 1500-річчя Києва» (1983).
- Медаль «Ветеран праці» (1987).
- Почесне звання «Заслужений винахідник України» (1998)[1].

## У мережі
- ІТ.UA: народжені в Україні. Олександр Селігей